# Dassentre
Dassentre (em armênio: Դասնտրէ / Դասսընտրէ; romaniz.: Dasntrē / Dassəntrē) ou Bete Dassém (em siríaco: BēΘ Dāsen) foi um distrito da província de Persarmênia, no sudeste do Reino da Armênia. Por conseguinte, compunha um dos territórios do Vitaxado de Nova Siriganica, um dos quatro territórios geridos por vitaxas (vice-reis) nas zonas fronteiriças do reino; Nova Siriganica compreendia os territórios de Macerta, Nicoracã e Dassentre e todos os distritos da província da Persarmênia, o que levou à confusão entre ambas. Compreendia a área em torno de Amadia no curso superior do Grande Zabe. Suren Eremyan sugeriu que tinha uma área de 1 075 quilômetros quadrados.
Alegoricamente, Fausto, o Bizantino comenta que esteve entre os territórios que desertaram o rei Ársaces II (r. 350–368) em detrimento do xainxá Sapor II (r. 309–379) do Império Sassânida. Essa afirmação, contudo, alude à Paz de Nísibis de 363 assinada pelo Império Romano e o Império Sassânida, segundo a qual porções do território armênio, incluindo Dassentre, foram concedidos aos sassânidas. É possível, com base em outra menção em Fausto, que foi brevemente reconquistado pelo Musel I, que a invadiu sob ordens do rei Papa (r. 370–374) no contexto da guerra contra Sapor II. Foi mencionado como uma eparquia da província eclesiástica de Adiabena no Concílio de Selêucia-Ctesifonte de 410.